# 西古德·坎德
西古德·坎德（瑞典語：Sigurd Kander，1890年1月29日—1980年4月30日），瑞典男子帆船运动员。他曾代表瑞典参加1912年夏季奥林匹克运动会帆船比赛，获得12米级银牌。